# Histoire de la grande distribution
La naissance de la grande distribution remonte au moins au XVIIIe siècle en Europe. Au travers d'expérimentations diverses et successives, les traits sous lesquels nous la connaissons aujourd'hui se mettent en place progressivement.

## XVIIIesiècle: les précurseurs
Alexandre Balthazar Laurent Grimod de La Reynière n'a pas seulement été un gastronome averti mais aussi un commerçant. Cet avocat dit être devenu commerçant par nécessité en organisant le principe « d'achat direct au producteur et de la vente à prix fixé» de biens variés, allant de l'épicerie à la droguerie avec quelques denrées exotiques .

## De 1828 à 1915: l'amorce de la grande distribution

### Les coopératives de consommation
- En Juin 1828, après la révolte des canuts (1826-1827), est fondée à Lyon par une quarantaine de chefs d'atelier canuts, la « Société du Devoir Mutuel » qui se fixe, entre autres objectifs, l'achat collectif des objets de première nécessité pour le ménage.
- En 1834, dans cette même ville, Michel Derrion lance l'idée « qu'il faut par une impulsion réformatrice remonter d'anneau en anneau toute l'échelle du commerce pour en regenerer chaque partie et parvenir bientôt au point de départ, à la production ». Il fonde avec Joseph Reynier le « Commerce véridique et social », soit la fondation au 95 de la montée de la Grande Cote[2] dans le quartier de la Croix-Rousse, d'une vente sociale d'épicerie devant commencer la réforme commerciale.
- Robert Owen, un industriel Gallois, imagine au début du XIXe siècle la première coopérative de consommation en Écosse, qu'il met en œuvre dans la filature de coton qu'il dirige à New Lanark. Parti d'un mouvement mêlant utopisme et socialisme en Grande-Bretagne.
- Le principe coopératif s'essouffle après avoir eu un vif succès pour connaitre un regain vers 1840 et se diffuser dans toute l'Europe. Le bénéfice est aboli, les producteurs vendent directement aux consommateurs par l'intermédiaire de la coopérative en conservant l’usage de la monnaie.

### Le succursalisme
- Félix Potin ouvre son premier magasin en 1844 à Paris. Il ouvrira par la suite d'autres établissements sous la même enseigne vendant à prix fixés et affichés : ce sera le début du succursalisme. 
 Les marchandises sont préemballées dans ses usines au lieu d'être reçues en vrac dans les boutiques et emballées sur place par les épiciers. Ce principe est repris avec succès aux États-Unis, par Franklin Winfield Woolworth et son frère, en 1879 année d'ouverture de leur second magasin. Ce qui donne naissance à la chaine de magasins Woolworth's et développe au passage le concept de magasin populaire.

### Les grands magasins
- Naissance des grands magasins en 1852 avec Le Bon Marché transformé par Aristide Boucicaut, à Paris (France).

### Les magasins à prix unique
- Cette forme de commerce (variety store) est apparue aux États-Unis en 1879 avec le succursaliste Woolworth's. Elle n'apparaîtra en France qu'en 1928 avec Uniprix, puis Prisunic en 1931 et en 1932 avec Monoprix, cette dernière enseigne ayant successivement absorbé ses deux concurrentes au fil des années.

## De 1916 à 1980: le libre-service, le discompte et les grandes surfaces
6 septembre 1916, ouverture du premier magasin libre-service (cash and carry), sous l'enseigne Piggly Wiggly à Memphis (États-Unis) par Clarence Saunders. Il cherchait à réduire les frais de commercialisation, ne pas livrer le client, le laisser se servir lui-même.
4 août 1930, Michael J. Cullen ouvre le premier supermarché sur 560 m² à New York (États-Unis) sous l'enseigne King Kullen.

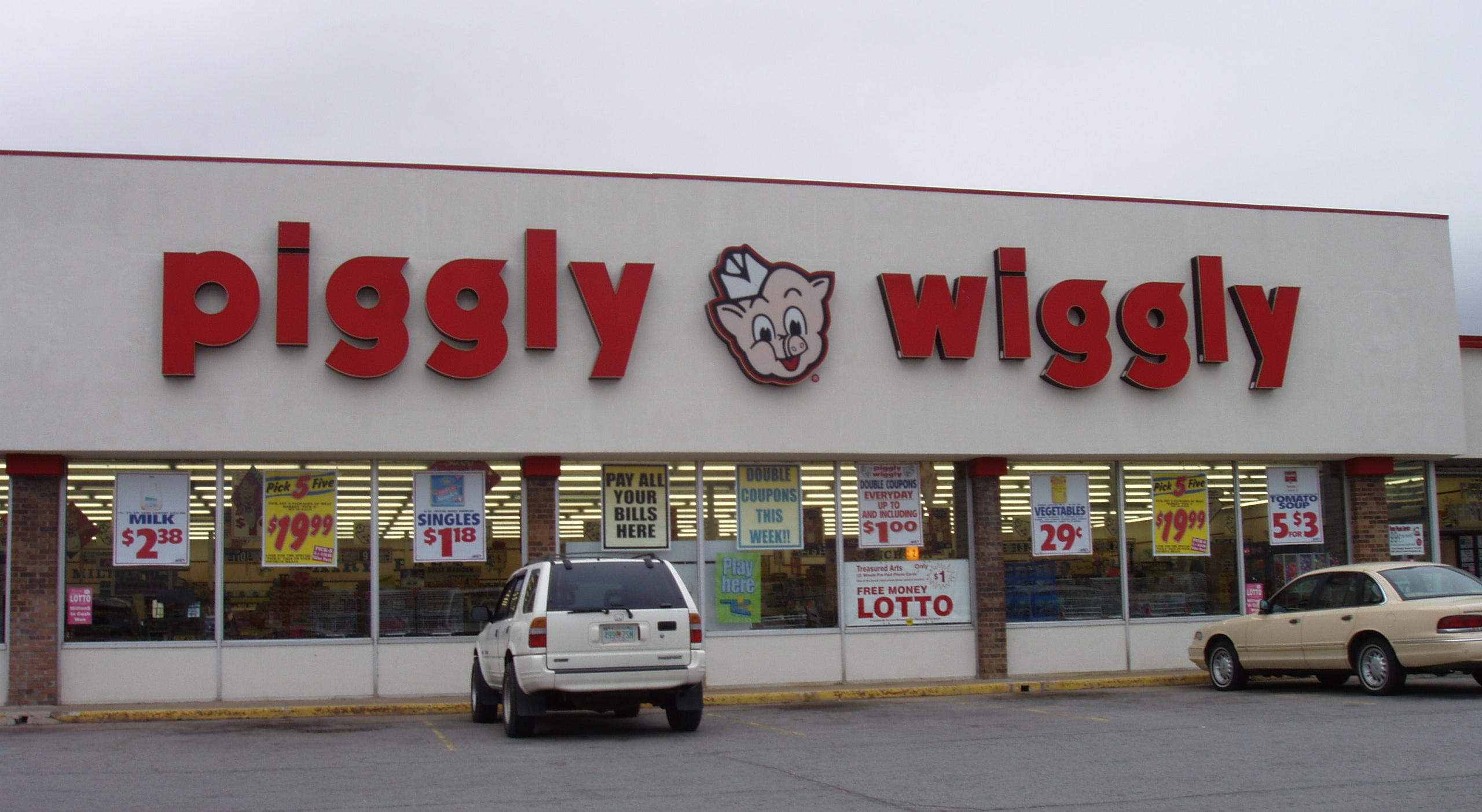
Magasin Piggly Wiggly d'Owasso en Oklahoma (États-Unis) 27/01/2006

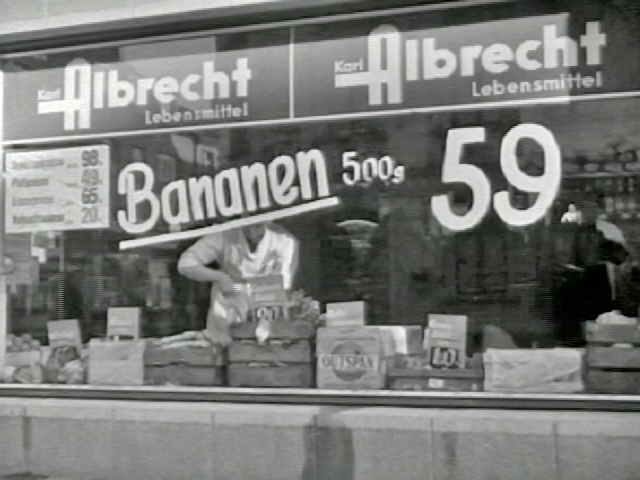
Vitrine du magasin Albrecht à Essen, Allemagne, 1958.

En 1948 dans l'Allemagne d'après guerre, les frères Theodor et Karl Albrecht transforment la politique du commerce familial en incluant directement les remises annuelles dans le prix de vente à tous les clients dès le premier achat et rencontrent un succès immédiat. L'assortiment proposé était étroit et peu profond. Le magasin prendra le nom de Aldi pour Albrecht Distribution.
Édouard Leclerc, en 1949 à Landerneau (France), va plus loin dans le discompte en achetant en masse et fait de nombreux émules : « Acheter moins cher, pour revendre moins cher ».
En Belgique, naissance des hypermarchés en Europe avec l'ouverture du premier "Super Bazar" de 3 300 m² le 9 septembre 1961 par Maurice Cauwe à Bruges, suivi d'un second de 9 100 m² le 15 septembre à Auderghem (Bruxelles).
Ouverture du premier hypermarché français le 15 juin 1963 portant l'enseigne Carrefour à Sainte-Geneviève-des-Bois (Essonne) (France).

## À partir de 1980
- Élargissement de la clientèle en conjuguant prix et qualité
- Déclin des commerces spécialistes (fromager, droguiste, bazardier...) et des épiceries indépendants et rôle accru des centrales d'achat.

## 1990: le client roi
- Fidélisation de la clientèle (1980 Début de la fidélisation)
- Vague de concentration du secteur de la distribution
- Essor de l'internationalisation

## 2000: professionnalisation
- Développement du commerce électronique